# Torpedo tokionis
Torpedo tokionis är en rockeart som först beskrevs av Tanaka 1908.  Torpedo tokionis ingår i släktet Torpedo och familjen darrockor. IUCN kategoriserar arten globalt som otillräckligt studerad. Inga underarter finns listade i Catalogue of Life.